# واله‌دولمو
واله‌دولمو (به ایتالیایی: Valledolmo) یک کومونه در ایتالیا است که در استان پالرمو واقع شده‌است. واله‌دولمو ۲۵٫۸ کیلومتر مربع مساحت و ۴٬۰۱۷ نفر جمعیت دارد و ۷۸۰ متر بالاتر از سطح دریا واقع شده‌است.